# Jonastjärnarna (Orsa socken, Dalarna, 681669-144111)
Jonastjärnarna är en sjö i Orsa kommun i Dalarna och ingår i Dalälvens huvudavrinningsområde.